# Eumorphobotys eumorphalis
Eumorphobotys eumorphalis là một loài bướm đêm trong họ Crambidae.